# 3-Hydroxykynurenin
3-Hydroxykynurenin ist ein Metabolit (Stoffwechselprodukt) der Aminosäure Tryptophan und ein Derivat des Kynurenins. Es spielt eine Rolle im Kynurenin-Signalweg im zentralen Nervensystem und wird mit verschiedenen neurologischen und psychiatrischen Erkrankungen in Verbindung gebracht.

## Stereochemie
3-Hydroxykynurenin hat ein chirales Zentrum, so dass zwei Stereoisomere bestehen: 3-Hydroxy-L-kynurenin und 3-Hydroxy-D-kynurenin.